# Santeri Hostikka
Santeri Hostikka (ur. 30 września 1997 r. w Järvenpää) – fiński piłkarz występujący na pozycji pomocnika lub napastnika w fińskim klubie HJK.

## Kariera klubowa

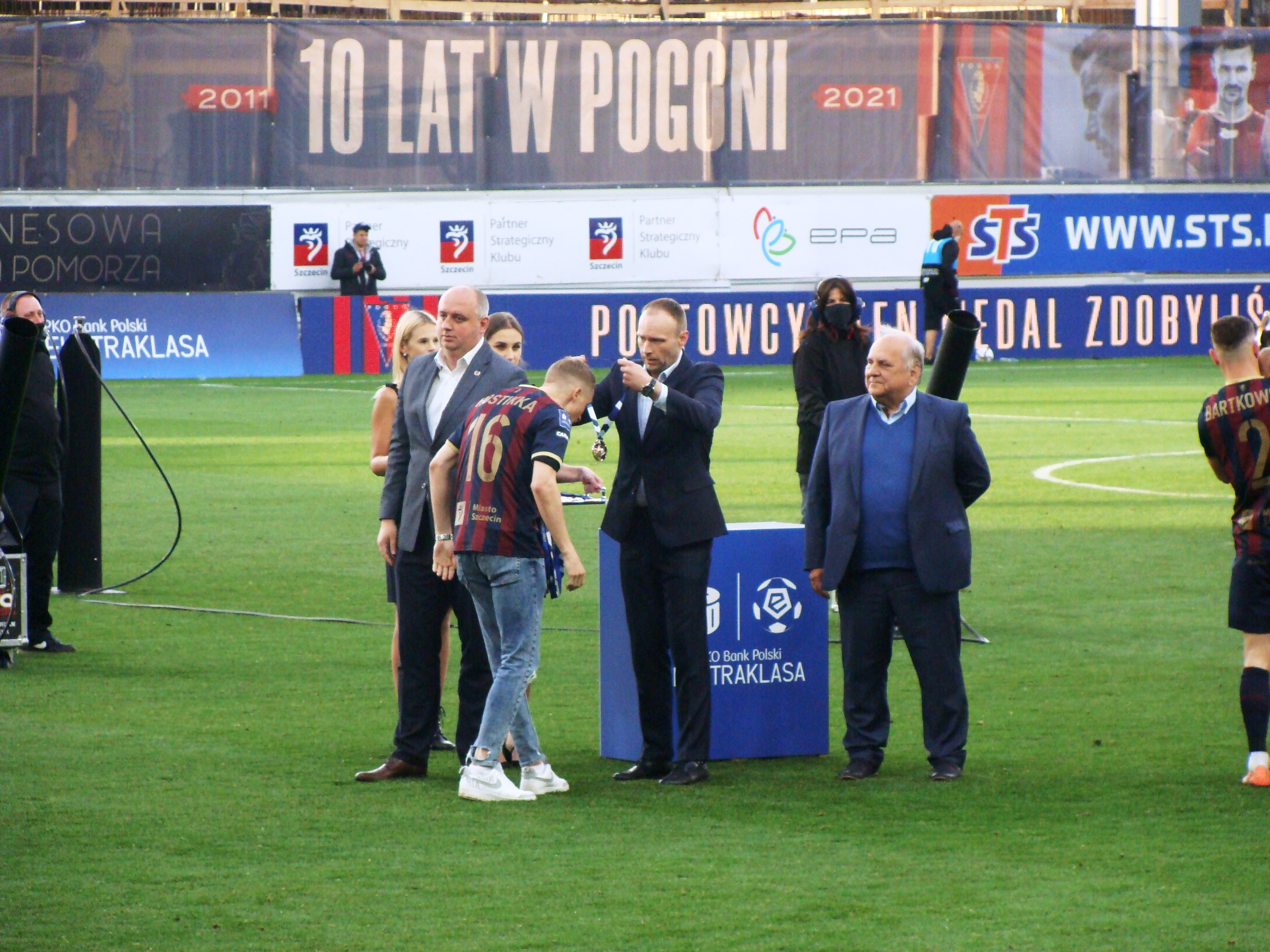
Santeri Hostikka odbiera medal za zdobycie III miejsca w Ekstraklasie w sezonie 2020/2021

Grę w piłkę nożną rozpoczął w wieku niespełna 5 lat w klubie Järvenpään Palloseura z rodzinnego miasta Järvenpää. W 2007 roku przeniósł się do PK Keski-Uusimaa, gdzie latem 2014 roku włączono go do składu pierwszego zespołu. Przez kolejne 1,5 roku zaliczył w barwach tego klubu 28 meczów na poziomie Kakkonen, w których zdobył 5 bramek. W lutym 2016 roku, po odbyciu testów, przeszedł do FC Lahti. Miesiąc później wywalczył Puchar Ligi po zwycięstwie w finale nad Seinäjoen Jalkapallokerho. 9 kwietnia 2016 zadebiutował w Veikkausliidze w zremisowanym 1:1 spotkaniu przeciwko Interowi Turku i rozpoczął od tego momentu regularne występy. W lipcu 2018 roku zadebiutował w europejskich pucharach w dwumeczu z Fimleikafélag Hafnarfjarðar (0:3, 0:0) w kwalifikacjach Ligi Europy 2018/19. Jesienią 2018 roku odbył testy w Helsingin Jalkapalloklubi i Go Ahead Eagles, jednak żaden z klubów nie zdecydował się go zatrudnić.
W styczniu 2019 roku jako wolny agent podpisał trzyipółletni kontrakt z Pogonią Szczecin, prowadzoną przez Kostę Runjaicia. 3 marca 2019 zadebiutował w Ekstraklasie w wygranym 3:2 meczu z Wisłą Kraków, w którym wszedł na boisko w 87. minucie za Zvonimira Kožulja.

## Kariera reprezentacyjna
W latach 2016–2018 występował w młodzieżowych reprezentacjach Finlandii w kategorii U-19, U-20 oraz U-21. W styczniu 2018 roku otrzymał od selekcjonera Markku Kanervy pierwsze powołanie do seniorskiej reprezentacji Finlandii na towarzyski mecz z Jordanią (2:1), który spędził na ławce rezerwowych.

## Sukcesy
FC Lahti
- Liigacup: 2016

Pogoń Szczecin
- III miejsce w Ekstraklasie: 2020/2021

HJK
- Mistrzostwo Finlandii: 2021, 2022, 2023
- Liigacup: 2023